# Arif Lohar
Arif Lohar (* 1966) (Panjabi عارف لوہار)  ist ein Volksmusiksänger in der pakistanischen Provinz Punjab. Er begleitet sich häufig mit dem zangenartigen Schlaginstrument chimta.
Lohar ist der Sohn des Sängers Alam Lohar. Er wurde in einem kleinen Dorf namens Aach Goch im Gujrat-Distrikt im Punjab geboren und begann Volksmusik zu singen, um die Tradition seines Vaters am Leben zu halten.
Im Jahr 2005 wurde Lohar mit dem Pride of Performance-Preis, dem höchsten Zivilpreis Pakistans ausgezeichnet. Heute hat er mehr als 150 Alben veröffentlicht und hat damit etwa 3000 Lieder gesungen, die zum größten Teil in Punjabi gesungen wurden. Seinen bisher größten Hit, 21st Century Jugni sang Lohar im Jahr 2006 und machte dadurch landesweit Schlagzeilen.
In den vergangenen 20 Jahren hat Lohar über 50 internationale Tourneen absolviert, unter anderem in Ländern wie Großbritannien, Vereinigte Arabische Emirate, und den Vereinigten Staaten sowie China.
Außerdem hat Lohar in diversen Filmen Nebenrollen übernommen.